# 楠大典
楠 大典（くすのき たいてん、1967年3月18日 - ）は、日本の俳優、声優。東京都町田市出身。アミュレート所属。

## 略歴
国士舘高等学校卒業。
三木プロダクションを経て、アミュレートに所属。
スカウトされて業界入り後はテレビドラマや舞台を中心に活動していたが、当時同じ事務所だった栗田貫一がルパン三世役を引き継ぐことになり、自分も出演させて欲しいと頼み込み、栗田が正式に二代目となった『ルパン三世 ハリマオの財宝を追え!!』で声優デビュー。
2022年には、第16回声優アワードにて対象期間中の外画吹き替え・海外ドラマ作品での活躍を評価されて外国映画・ドラマ賞を受賞した。

## 人物・特色
『トランスフォーマーシリーズ』で4人のコンボイ（オプティマスプライム）を演じている。『カーロボット』では主役のファイヤーコンボイのオーディションに落ちたため（選考でファイヤーコンボイ役の橋本さとしと最後まで残った）、『ギャラクシーフォース』で主役のギャラクシーコンボイのオファーがきて「凄く嬉しかった」と語っている。
吹き替えではドウェイン・ジョンソンをはじめ、ヴィン・ディーゼルやジェイミー・フォックス、アドウェール・アキノエ＝アグバエ、ジョン・シナ、イドリス・エルバなどを多く担当している。
特にドウェインに関しては現在はほとんどの作品で専属（フィックス）として担当しており、2023年には「ドウェインの吹き替えでお馴染み」と評されるほどに定着している。ドウェインの演技について楠は「最初の作品から見ててもコメディからシリアスまで色んな役をこなせる凄い役者さんで、振り幅が広い演技プランは役者としてもとても勉強になります」と敬意を表している。
『スター・ウォーズ・シリーズ』のダース・ベイダーの日本版の専属声優である大平透の体調不良での降板に伴い『スター・ウォーズ 反乱者たち』シーズン2以降楠がベイダーを担当することになった。その後、2016年4月12日に大平が死去したため正式な専属声優となり、以降のメディア作品はほぼ全て楠がベイダーを演じている。

## 出演
太字はメインキャラクター。

### テレビアニメ
1995年
- バーチャファイター（リュウ・カオルン）
- ルパン三世 ハリマオの財宝を追え!!（ハリマオ）

1998年
- MASTERキートン（エリック）

1999年
- 週刊ストーリーランド（強盗、囚人2）
- ルパン三世 愛のダ・カーポ〜FUJIKO'S Unlucky Days〜（ロザリアの父）

2000年
- こちら葛飾区亀有公園前派出所（2000年 - 2003年、電極スパーク、市井木目蔵、川崎瀬刃、宮原）
- ドキドキ♡伝説 魔法陣グルグル（スライ）
- トランスフォーマー カーロボット（ブラックコンボイ）
- ビックリマン2000（バグYヤー、遅延僧）
- 名探偵コナン（2000年 - 2020年、加那秀樹、染田、後藤善悟、平良賢三、砂田康之、戸田潤之介 他）

2001年
- 旋風の用心棒（サージェント）
- 星界の戦旗II（ドクフー）
- テニスの王子様（2001年 - 2024年、真田弦一郎） - 4シリーズ

2002年
- サイボーグ009 THE CYBORG SOLDIER（時の監視員A）
- 真・女神転生Dチルドレン ライト&ダーク（アズラエル）
- 東京アンダーグラウンド（熱）
- ホイッスル!（松下左右十）

2003年
- GUNSLINGER GIRL（マルチェロ）
- 超ロボット生命体トランスフォーマー マイクロン伝説（ラッドのパパ）
- NARUTO -ナルト-（2003年 - 2012年、森乃イビキ、丸鉄） - 2シリーズ
- ポポロクロイス（ガウデ）
- 無限戦記ポトリス（ゴルダ）
- ルパン三世 お宝返却大作戦!!

2004年
- SDガンダムフォース（嵐の騎士トールギス）
- 機動戦士ガンダムSEED DESTINY（2004年 - 2005年、シンの父、連合兵、マッド・エイブス、ロゴス、ジョゼフ・コープランド大統領、ヘルベルト・フォン・ラインハルト 他）
- 吟遊黙示録マイネリーベ（2004年 - 2006年、バルトローメーウス校長） - 2シリーズ
- 陸奥圓明流外伝 修羅の刻（九鬼数馬、真田左衛門佐幸村、土方歳三）
- MAJOR（樫本修一）
- MONSTER（2004年 - 2005年、ボディガード、男）

2005年
- アイシールド21（番場衛、山本鬼兵）
- 韋駄天翔（警備隊長）
- Xenosaga THE ANIMATION（マーグリス）
- ゾイドジェネシス（バシュザク）
- トランスフォーマー ギャラクシーフォース（ギャラクシーコンボイ）
- 冒険王ビィト エクセリオン（アートロン）
- 遊☆戯☆王デュエルモンスターズGX（首領・ザルーグ）

2006年
- Ergo Proxy（アル）
- 牙 -KIBA-（タスカー）
- 蒼天の拳（シャルル・ド・ギーズ）
- デジモンセイバーズ（薩摩廉太郎）
- 出ましたっ!パワパフガールズZ（ユートニウム・北沢）
- BLACK LAGOON（ボリス軍曹） - 2シリーズ
- 護くんに女神の祝福を!（2006年 - 2007年、菊川宗司）

2007年
- 逆境無頼カイジ（2007年 - 2011年、黒服A、黒服） - 2シリーズ
- ゲゲゲの鬼太郎（第5作）（しょうけら）
- シグルイ（舟木兵馬）
- 精霊の守り人（着流し）
- ゼロの使い魔〜双月の騎士〜（メンヌヴィル）
- DARKER THAN BLACK -黒の契約者-（磯崎壮一）
- ドラゴノーツ -ザ・レゾナンス-（ヨナミネ・コウ）
- はたらキッズ マイハム組（2007年 - 2008年、寿ダイキ、ダーツベイダー、ガルニエ）
- BACCANO! -バッカーノ!-（エレアン・ドゥーガー）
- BLEACH（2007年 - 2008年、エドラド・リオネス、ゾマリ・ルルー）
- メイプルストーリー（ガルス）
- ルパン三世 霧のエリューシヴ（タカヤの父）

2008年
- 銀魂（隈無清蔵）
- ゴルゴ13（サビーヌ弟）
- スティッチ!（タチッチュ）
- 全力ウサギ（社長）
- ネオ アンジェリーク Abyss（マティアス） - 2シリーズ
- バトルスピリッツ 少年突破バシン（2008年 - 2009年、ナンバー9〈ナゾオトナ、ク条キューサク〉）
- 遊☆戯☆王5D's（氷室仁）
- ONE OUTS -ワンナウツ-（デニス・ジョンソン）

2009年
- 空中ブランコ（ドラマ演出家）
- 獣の奏者 エリン（大公）
- ケロロ軍曹（トランクス）
- DARKER THAN BLACK -流星の双子-（レバノン）
- ドラゴンボール改（2009 - 2014年、ネイル） - 2シリーズ
- Phantom 〜Requiem for the Phantom〜（トニー・ストーン）
- ルパン三世VS名探偵コナン（カイル）
- ONE PIECE（2009年 - 2014年、ウルージ、ローリング・ローガン）

2010年
- GIANT KILLING（夏木陽太郎）
- 侵略!イカ娘（ユウタの父）
- ハートキャッチプリキュア!（2010年 - 2011年、サバーク博士 / 月影博士）
- バトルスピリッツ 少年激覇ダン（ヘリオストム）
- メタルファイト ベイブレード シリーズ（2010年 - 2012年、アルゴ・グレイシー） - 2シリーズ

2011年
- 機動戦士ガンダムAGE（ストラー・グアバラン）
- 境界線上のホライゾン（2011年 - 2012年、酒井・忠次、三征西班牙司令） - 2シリーズ
- TIGER & BUNNY（ロックバイソン / アントニオ・ロペス）
- ぬらりひょんの孫 千年魔京（がしゃどくろ）
- バトルスピリッツ 覇王（2011年 - 2012年、陽昇マヒル）

2012年
- キングダム（2012年 - 2022年、蒙武） - 4シリーズ
- CØDE:BREAKER（馬場）
- GON -ゴン-（ソード）
- トリコ（ナイスニィ）
- SKET DANCE（薮田）
- ZETMAN（黒服B）
- 超訳百人一首 うた恋い。（藤原道隆）
- メタルファイト ベイブレード ZEROG（2012年 - 2013年、アルゴ・グレイシー）

2013年
- ガリレイドンナ（ロベルト・マテラッツィ）
- THE UNLIMITED 兵部京介（アラン・ウォルシュ）
- HUNTER×HUNTER（第2作）（モラウ＝マッカーナーシ）
- ビーストサーガ（ライオーガ）
- 遊☆戯☆王ZEXAL II（影の巨人）
- 弱虫ペダル（コワい人）
- 恋愛ラボ（真木正信）
- ルパン三世 princess of the breeze 〜隠された空中都市〜（コーシャル）

2014年
- 宇宙兄弟（フィリップ・ルイス）
- 俺、ツインテールになります。（フリイギルティ）
- スペース☆ダンディ（弁護士）※公式サイトの「検察官」は誤表記
- 大図書館の羊飼い（ナナイ）
- ディスク・ウォーズ:アベンジャーズ（マンダリン）
- ドラゴンコレクション（ユート）
- ベイビーステップ（2014年 - 2015年、三浦コーチ） - 2シリーズ
- マジンボーン（ダークスコーピオン、バーリッシュ）
- 名探偵コナン 江戸川コナン失踪事件 〜史上最悪の2日間〜（編集長）
- 最強銀河 究極ゼロ 〜バトルスピリッツ〜（アルティメット・ジークヴルム・ノヴァ）

2015年
- アクエリオンロゴス（剣嵜荘厳〈壮年期〉）
- アルスラーン戦記（バハードゥル）
- 暗殺教室（レッドアイ）
- 金田一少年の事件簿R（第2期）（松岡修治）
- ゴッドイーター（ペイラー・榊）
- 新妹魔王の契約者 BURST（ガルド）
- それいけ!アンパンマン（イモだんしゃく〈2代目〉）
- 超ロボット生命体 トランスフォーマーアドベンチャー（オプティマスプライム）
- 東京喰種トーキョーグール シリーズ（2015年 - 2018年、功善） - 2シリーズ
- プラスティック・メモリーズ（伍堂シンヤ）
- 夜ノヤッターマン（男）

2016年
- ALL OUT!!（2016年 - 2017年、残波琉人）
- 学園ハンサム（次郎）
- 機動戦士ガンダム 鉄血のオルフェンズ（サンドバル・ロイター）
- クラシカロイド（2016年 - 2018年、バッハ） - 2シリーズ
- クロムクロ（セバスチャン）
- 坂本ですが?（警官）
- 聖戦ケルベロス 竜刻のファタリテ（ギルー）
- ドリフターズ（黒王）

2017年
- 異世界はスマートフォンとともに。（2017年 - 2023年、アルフレッド・エルネス・オルトリンデ） - 2シリーズ
- バチカン奇跡調査官（トロネス司祭〈トロネス・アントーニオ・ベニンワンヒ〉）
- 血界戦線 & BEYOND（デリミド・ダン・モス）

2018年
- BEATLESS（真宮寺君隆）
- デスマーチからはじまる異世界狂想曲（クハノウ伯爵）
- グラゼニ（編成部長）
- 食戟のソーマ シリーズ（2018年 - 2020年、女木島冬輔） - 3シリーズ
- Back Street Girls -ゴクドルズ-（スティーヴ）
- 天狼 Sirius the Jaeger（百瀬直虎）
- オーバーロードIII（バルブロ・アンドレアン・イエルド・ライル・ヴァイセルフ）
- ゴールデンカムイ（鈴川聖弘）
- 寄宿学校のジュリエット（武留怒兄）
- 中間管理録トネガワ（上野）

2019年
- ラディアン（オクシュマレ）
- モブサイコ100 II（森羅万象丸）
- この世の果てで恋を唄う少女YU-NO（結城正勝、龍蔵寺幸三）
- MIX（2019年 - 2023年、大山吾郎） - 2シリーズ
- 盾の勇者の成り上がり（2019年 - 2023年、マルド） - 3シリーズ
- 胡蝶綺 〜若き信長〜（織田信秀）
- パズドラ（2019年 - 2024年、トキ）
- 炎炎ノ消防隊（2019年 - 2025年、レオナルド・バーンズ） - 3シリーズ
- BEM（課長）
- 異世界チート魔術師（ツインヘッドドラゴン）
- 鬼滅の刃（下弦の弐）
- けだまのゴンじろー（ブリュットル父）
- PSYCHO-PASS サイコパス 3（些々河哲也）
- ゲゲゲの鬼太郎（第6作）（角富）
- BEASTARS（2019年 - 2021年、イブキ） - 2シリーズ
- 真・中華一番!（ラァチェ）

2020年
- BORUTO-ボルト- NARUTO NEXT GENERATIONS（2020年 - 2021年、森乃イビキ）
- A3!（鹿島雄三） - 2シリーズ
- 群れなせ!シートン学園（安藤アンドリュー）
- カードファイト!! ヴァンガード外伝 イフ-if-（リーダー）

2021年
- キングスレイド 意志を継ぐものたち（ザイード）
- 86-エイティシックス-（2021年 - 2022年、レフ・アルドレヒト） - 2シリーズ
- ゾンビランドサガ リベンジ（審査員C）
- SDガンダムワールド ヒーローズ（アルセーヌガンダムX）
- 現実主義勇者の王国再建記（2021年 - 2022年、ゲオルグ・カーマイン） - 2シリーズ
- EDENS ZERO（2021年 - 2023年、ドラッケン・ジョー） - 2シリーズ

2022年
- 東京24区（翠堂豪理）
- ニンジャラ（マックス、ジャーケット）
- CUE!（段田昌平）
- 平家物語（藤原忠清）
- アイドリッシュセブン Third BEAT!（ネクリバP）
- 機動戦士ガンダム 水星の魔女（2022年 - 2023年、ナジ・ゲオル・ヒジャ）

2023年
- 最強陰陽師の異世界転生記（ガル・ガレオス）
- もののがたり（挂） - 2シリーズ
- ヴィンランド・サガ（トールギル）
- HIGH CARD（アレクサンダー・アレクソン）
- 魔術士オーフェンはぐれ旅 シリーズ（ダミアン） - 2シリーズ
- 勇者が死んだ!（ラークヴァルト13世）
- Dr.STONE NEW WORLD（オオアラシ） - 2シリーズ
- 転生貴族の異世界冒険録〜自重を知らない神々の使徒〜（四天王D）
- ぐんまちゃん（ハニワブラック暗黒大魔王）
- アンデッドガール・マーダーファルス（ガニマール）
- 無職転生 II 〜異世界行ったら本気だす〜（2023年 - 2024年、バーディガーディ） - 2シリーズ
- ブルバスター（武藤銀之助）

2024年
- 月が導く異世界道中 第二幕（イオ）
- 姫様“拷問”の時間です（我流王）
- 逃走中 グレートミッション（マフィアのボス、ダミアン コング）
- ただいま、おかえり（和彦の父）
- Lv2からチートだった元勇者候補のまったり異世界ライフ（ユイガード）
- 声優ラジオのウラオモテ（藤本大輔）
- ハズレ枠の【状態異常スキル】で最強になった俺がすべてを蹂躙するまで（ハークレー侯爵）
- 逃げ上手の若君（海野幸康）
- デリコズ・ナーサリー（ヨハネス・ヴラド）
- 魔王様、リトライ!R（大神官）
- やり直し令嬢は竜帝陛下を攻略中（ゲオルグ・テオス・ラーヴェ）

2025年
- Übel Blatt〜ユーベルブラット〜（シュテムヴェレヒ）
- クレバテス-魔獣の王と赤子と屍の勇者-（ダガン）
- New PANTY & STOCKING with GARTERBELT（ゴム）
- 勇者パーティーを追放された白魔導師、Sランク冒険者に拾われる 〜この白魔導師が規格外すぎる〜（グリスト）
- 真・侍伝 YAIBA（ケロ介）

### 劇場アニメ
2005年
- 劇場版 テニスの王子様 跡部からの贈り物 君に捧げるテニプリ祭り（真田弦一郎）

2008年
- 劇場版MAJOR メジャー 友情の一球（樫本修一）

2010年
- TRIGUN Badlands Rumble（シェイン・B・グッドマン）

2011年
- 劇場版 テニスの王子様 英国式庭球城決戦!（真田弦一郎）

2012年
- アシュラ（孫六）
- 劇場版 TIGER & BUNNY -The Beginning-（ロックバイソン / アントニオ・ロペス）

2013年
- キャプテンハーロック -SPACE PIRATE CAPTAIN HARLOCK-（艦長）

2014年
- 宇宙兄弟#0（フィリップ・ルイス）
- 劇場版 TIGER & BUNNY -The Rising-（ロックバイソン / アントニオ・ロペス）

2015年
- 屍者の帝国（フレデリック・バーナビー）
- 名探偵コナン 業火の向日葵（後藤善悟）

2019年
- プロメア（ヴァルカン・ヘイストス）
- ONE PIECE STAMPEDE（ウルージ）
- 空の青さを知る人よ（新渡戸バンド トランペット）

2020年
- 劇場版 SHIROBAKO（コウヨウ大尉）
- 劇場版BEM〜BECOME HUMAN〜（課長）
- ククリレイジュ -三星堆伝奇-（ターバ）

2021年
- 名探偵コナン 緋色の弾丸（ジョン・ボイド）

2024年
- 機動戦士ガンダムSEED FREEDOM（ヘルベルト・フォン・ラインハルト）
- 範馬刃牙VSケンガンアシュラ（ムテバ・ギゼンガ）

### OVA
1993年
- 砂の薔薇 雪の黙示録（榊原）

2001年
- うさぎちゃんでCue!!（デカ男 / サイバーデカ男）
- 時空異邦人KYOKO ちょこらにおまかせ!（ウィドシーク）

2002年
- ルパン三世 生きていた魔術師（客）

2004年
- 大YAMATO零号（ガイラー）

2005年
- ファイナルファンタジーVII アドベントチルドレン（2005年 - 2009年、ルード）
- ラストオーダー ファイナルファンタジーVII（ルード）

2006年
- テニスの王子様 Original Video Animation 全国大会篇（真田弦一郎）

2008年
- 機動戦士ガンダム MS IGLOO 2 重力戦線（ミロス・カルッピ技術少尉）

2013年
- 最遊記外伝 特別篇 香花の章（呉斗）

2015年
- 学園ハンサム The Animation（次郎）

### Webアニメ
- 亡念のザムド（2008年、タルカ）
- 異世界居酒屋〜古都アイテーリアの居酒屋のぶ〜（2018年、ビョェルン、ルーカス）
- 花咲ク絆ノ浪漫譚（2018年、鉄整備兵長）
- ケンガンアシュラ（2019年 - 2023年、ムテバ・ギゼンガ[85]） - 2シリーズ[一覧 28]
- 無限の住人-IMMORTAL-（2020年、荒條獅子也）
- ニンジャラ シノビの血（2020年、バーンの父）
- 範馬刃牙（2021年、サミュエル副所長[86]）
- TIGER & BUNNY 2（2022年、アントニオ・ロペス / ロックバイソン[87]）
- 爆丸エボリューションズ（2022年 - 2023年、ラース、ラース ストレングモード[88]、ラース スピードモード[89]）
- Tekken: Bloodline（2022年、三島平八[90]）
- 風都探偵（2022年、鏡野空也[91]）
- ロマンティック・キラー（2022年、司のお父さん）
- 爆丸レジェンズ（2023年、ラース）

### ゲーム
2000年
- あしたのジョー闘打 〜タイピング泪橋〜（ホセ・メンドーサ）

2001年
- ルナ・ウイング 〜時を越えた聖戦〜

2002年
- ダーククロニクル（グリフォン、ボルネオ、グイスコン）
- ルパン三世 魔術王の遺産（作業員、部下、男客)

2003年
- ソニックバトル（E-102ガンマ）
- ソニックヒーローズ（E-123オメガ）

2004年
- ガチャメカスタジアム サルバト〜レ（ピポトロン、謎の男）
- テニスの王子様 2005 CRYSTAL DRIVE（真田弦一郎）
- テニスの王子様 RUSH & DREAM!（真田弦一郎）
- トゥルー・クライム：STREETS OF LA（ニコラス・カン）

2005年
- コード・エイジ コマンダーズ 〜継ぐ者 継がれる者〜（キルロイ）
- サモンナイトエクステーゼ 夜明けの翼（リゼルド）
- シャドウ・ザ・ヘッジホッグ（E-123オメガ）
- 新世紀勇者大戦（ファース）
- テニスの王子様 学園祭の王子様（真田弦一郎）
- ラチェット&クランク4th ギリギリ銀河のギガバトル（ダラス）
- ワイルドアームズ ザ フォースデトネイター（ヒューゴ）

2006年
- サモンナイト4（セクター）
- ソニック・ザ・ヘッジホッグ（E-123オメガ）
- デジモンセイバーズ アナザーミッション（薩摩廉太郎）
- テニスの王子様 ドキドキサバイバル 山麓のMystic（真田弦一郎）
- ヴァルキリープロファイル2 シルメリア（アーロン、ガブリエ・セレスタ、ザンデ、ソロン、ディーン、ファーラント）
- バレットウィッチ（ガイストA）
- 遊☆戯☆王デュエルモンスターズGX タッグフォース（首領・ザルーグ）

2007年
- SDガンダム GGENERATION（2007年 - 2019年、ケン・ビーダーシュタット、サンドバル・ロイター、マイキャラクターボイス男性13〈CROSSRAYS〉） - 3作品
- CRYSIS（ノーマッド）
- クライシス コア ファイナルファンタジーVII（ルード）
- DEAR My SUN!!〜ムスコ★育成★狂騒曲〜（堂島恭也）
- テニスの王子様 CARD HUNTER（真田弦一郎）
- テニスの王子様 ドキドキサバイバル 海辺のSecret（真田弦一郎）
- BLEACH〜ヒート・ザ・ソウル4〜（エドラド・リオネス）

2008年
- インフィニット アンディスカバリー（バルバガン、ソレンスタム）
- スターオーシャン2 Second Evolution（ハニエル）
- ネオ アンジェリーク Special（マティアス）
- BLEACH バーサス・クルセイド（ゾマリ・ルルー）
- 無限のフロンティア スーパーロボット大戦OGサーガ（ヴァールシャイン・リヒカイト）
- 遊☆戯☆王デュエルモンスターズGX タッグフォース3（首領・ザルーグ）
- ラスト レムナント（トルガル）
- RESISTANCE2（ベンシャミン・ワーナー軍曹）

2009年
- Dear Girl〜Stories〜 響 響特訓大作戦!（ダイゴ〈金巻大悟〉）
- テニスの王子様 ダブルスの王子様 GIRLS, BE GRACIOUS!（真田弦一郎）
- マリオ&ソニック AT バンクーバーオリンピック（E-123オメガ）※ゲスト出演
- 遊☆戯☆王 ファイブディーズ Wheelie Breakers（ウィーリーブレーカーズ）（氷室仁）

2010年
- コール オブ デューティ ブラックオプス（レヴ・クラヴチェンコ大佐、タンク・デンプシー）
- ゴッドイーター（ペイラー・榊）
- ソニック カラーズ（E-123 オメガ）※ニンテンドーDS版のみ。
- ドラゴンボール レイジングブラスト2（ネイル）
- ONE PIECE ギガントバトル!（ウルージ）

2011年
- inFAMOUS 2（ジョン・ホワイト）
- コール オブ デューティ モダン・ウォーフェア3（トラック）
- たんていぶ（吉国一男）
- テニスの王子様 ぎゅっと! ドキドキサバイバル 海と山のLove Passion（真田弦一郎）
- ドラゴンボールヒーローズ（ネイル）
- 遊☆戯☆王5D's Duel Transer（デュエルトランサー）（氷室仁）
- ONE PIECE ギガントバトル! 2 新世界（ウルージ）
- ONE PIECE ワンピーベリーマッチW（ウルージ）

2012年
- 神次元ゲイム ネプテューヌV（コピリーエース）
- コール オブ デューティ ブラックオプス II（レフ・クラフチェンコ、タンク・デンプシー）
- 白華の檻 〜緋色の欠片4〜（芦屋道満）
- スーパーロボット大戦OGサーガ 魔装機神II REVELATION OF EVIL GOD（ウーフ）
- STARHAWK（エメット・グレイブス）
- Solomon's Ring 〜火の章〜（ルシファー）

2013年
- 解放少女 SIN（岩国太郎）
- 境界線上のホライゾン PORTABLE（酒井・忠次）
- ジョジョの奇妙な冒険 オールスターバトル（レオーネ・アバッキオ）
- 白華の檻 〜緋色の欠片4〜 四季の詩（芦屋道満）
- 真・三國無双7（魯粛）
- 真・三國無双7 猛将伝（魯粛）
- スーパーロボット大戦OGサーガ 魔装機神III PRIDE OF JUSTICE（ウーフ）
- Solomon's Ring 〜風の章〜（ルシファー）
- Solomon's Ring 〜水の章〜（ルシファー）
- Solomon's Ring 〜地の章〜（ルシファー）
- TIGER & BUNNY 〜HERO'S DAY〜（ロックバイソン / アントニオ・ロペス）
- DISORDER6（ゲンジ）
- デジモンアドベンチャー
- 花咲くまにまに（藤重清次郎）
- プレイステーション オールスター・バトルロイヤル（エメット・グレイブス）

2014年
- アサシン クリード ユニティ（フランソワ・トマ・ジェルマン）
- カデンツァ フェルマータ アコルト：フォルテシモ（イルムフリート＝ブルクハルト）
- 神次次元ゲイム ネプテューヌRe;Birth3 V CENTURY（コピリーエース）
- グランブルーファンタジー（2014年 - 2023年、エシオ、鬼ゾリのタイガ）
- コアマスターズ（クラカデュンIII）
- 真・三國無双7 Empires（魯粛）
- 新・世界樹の迷宮2 ファフニールの騎士（鋼の棘魚亭のマスター、ハイ・ラガードの騎士）
- スーパーロボット大戦OGサーガ 魔装機神F COFFIN OF THE END（ウーフ）
- KNACK（ナック）
- ゼルダ無双（ガノンドロフ）
- バイオハザード HDリマスター（ケネス・J・サリバン）
- ONE PIECE 超グランドバトル! X（ウルージ）

2015年
- アルカディアの蒼き巫女
- ジョジョの奇妙な冒険 アイズオブヘブン（レオーネ・アバッキオ）
- 白猫プロジェクト（ラーウェイ・レッドバーン）
- 帝国海軍恋慕情〜明治横須賀行進曲〜（ウラジーミル・ミロノフ）
- デビル メイ クライ4 スペシャルエディション（ベリアル）
- ヴァリアントナイツ（ラディッシュ13世、ハルベルト＝シュナイダー）
- レイヴン（バンゴ）
- バトルフィールド ハードライン（カール・ストダード）
- ONE PIECE ワンピースキングス（ウルージ）
- コール オブ デューティ ブラックオプス III（タンク・デンプシー、デンプシー1.0）

2016年
- A lot of Stories（ランドルフ）
- 三国志ものがたり（夏侯惇元譲）
- スターオーシャン5 Integrity and Faithlessness（アルマ）
- ドラゴンボール ゼノバース2（ネイル）
- ドラゴンボールフュージョンズ（ネイル）
- フィリスのアトリエ 〜不思議な旅の錬金術士〜（アングリフ・ダールマン）

2017年
- この世の果てで恋を唄う少女YU-NO（龍蔵寺幸三）
- スターオーシャン:アナムネシス（アルマ）
- ネオ アンジェリーク 天使の涙（マティアス）
- ソニックフォース（E-123オメガ）
- League of Legends（ガリオ）

2018年
- A3!（ガイの父）
- オーバーウォッチ（ソルジャー76 / ジャック・モリソン）
- ガールフレンド（仮）（悪コーチ）
- CARAVAN STORIES（ヴォグイラ）
- グリムノーツ Repage（レオナルド・ダ・ヴィンチ）
- コール オブ デューティ ブラックオプス IIII（タンク・デンプシー、デンプシー1.0）
- サガ スカーレット グレイス 緋色の野望（バルマンテ）
- 真・三國無双8（魯粛）
- 無双OROCHI 3（魯粛）

2019年
- スーパードラゴンボールヒーローズ ワールドミッション（ネイル）
- チームソニックレーシング（E-123オメガ）
- ブラッドステインド:リチュアル・オブ・ザ・ナイト（アルフレッド）
- THE KING OF FIGHTERS ALLSTAR（ゼロ〈オリジナル〉）

2020年
- 東京放課後サモナーズ（ジェイコフ）
- ドラゴンボールZ カカロット（ネイル）
- 龍が如く7 光と闇の行方（堀ノ内十郎）
- ヒプノシスマイク-Alternative Rap Battle-（満天星呂駒呂）
- ファイナルファンタジーVII リメイク（ルード）
- ロストアーク（カゼロス）
- ONE PIECE 海賊無双4（ウルージ） - DLC追加キャラクター

2021年
- サンクタス戦記-GYEE-（アントニオ）
- ファミコン探偵倶楽部 うしろに立つ少女（田崎敏夫）
- GUILTY GEAR -STRIVE-（名残雪）
- 二ノ国：Cross Worlds（レヴァント）
- ガーディアンテイルズ（マービン）
- 真・三國無双8 Empires（魯粛）

2022年
- 夢職人と忘れじの黒い妖精（リュコス）
- Relayer（よだか）
- 共闘ことばRPG コトダマン（ロックバイソン）
- ファイアーエムブレム無双 風花雪月（レオポルト＝フォン＝ベルグリーズ）
- ANONYMOUS;CODE（グレアム・キングリー）
- ゼノブレイド3（カムナビ）
- ぷよぷよ!!クエスト（真田弦一郎）
- モンスターストライク（アントニオ / ロックバイソン）
- 機動戦士ガンダム 鉄血のオルフェンズG（サンドバル・ロイター）

2023年
- STAR OCEAN THE SECOND STORY R（ハニエル）

2024年
- ファイナルファンタジーVII リバース（ルード）
- ストリートファイター6（ベガ）
- ドラゴンボール Sparking! ZERO（ネイル）
- ソニック × シャドウ ジェネレーションズ（E-123オメガ）

2025年
- 真・三國無双 ORIGINS（魯粛）
- BLEACH Rebirth of Souls（ゾマリ・ルルー、エドラド・リオネス）
- みんなのGOLF WORLD（ジョンソン）

### 吹き替え

#### 映画
- アークエンジェル（R・J・オブライアン〈ガブリエル・マクト〉）
- アーサーとミニモイの不思議な国（マサイ族の長）
- アーミクロン
- アイアン・スカイ（クラウス・アドラー〈ゲッツ・オットー〉[192]）
- アイ・スパイ（ジェリー〈フィル・ルイス〉）
- アイデンティティー（ロバート・メイン〈ジェイク・ビジー〉）※ソフト版
- アウト・オブ・サイト（フィリップ、レイ・ニコレット〈マイケル・キートン〉）※日本テレビ版
- アクロス・ザ・ユニバース（ジョジョ）
- アシュラ（キム・チャイン〈クァク・ドウォン〉）
- 穴/HOLES（クライド・“スウィートフィート”・リヴィングストン〈リック・フォックス〉）
- アメリカン・アウトロー（フランク・ジェームズ〈ガブリエル・マクト〉）
- アメリカン・ガン（若い頃のマーティン〈ライアン・ロック〉）
- アラモ（ジョー〈エドウィン・ホッジ〉）
- アラン・スミシー・フィルム（スタガー・リー）
- アリス・イン・ワンダーランド（ローウェル）※劇場公開版
- アルカトラズからの脱出（イングリッシュ）※Netflix版
- アルテミスと妖精の身代金（ドモボイ・バトラー〈ノンソー・アノジー〉[193]）
- アルフ ファイナル・スペシャル（デクスター・モイヤーズ博士〈ミゲル・フェラー〉）
- アルマゲドン（A・J・フロスト〈ベン・アフレック〉[194]）※日本テレビ版
- アントワン・フィッシャー きみの帰る場所（グレイソン）
- YES/NO イエス・ノー（ジャック・ライリー〈ジョン・ブラザートン〉）
- 移動都市/モータル・エンジン（ポムロイ博士〈コリン・サーモン〉[195]）
- イレイザー（ダリル）※日本テレビ版
- イングロリアス・バスターズ（ヴィルヘルム・ヴィッキ）
- インビンシブル（レイ・ジャクソン〈トリー・キトルズ〉）
- インフェルノ 大火災脱出（ダーグン〈ラウ・チンワン〉）
- ヴァイラス（リッチー）※日本テレビ版
- ヴァチカンのエクソシスト（ガブリエーレ・アモルト神父〈ラッセル・クロウ〉[196]）
- ヴァンパイア・ハンター（ニック〈ブレンダン・フェア〉）
- ウインドトーカーズ（チック〈ノア・エメリッヒ〉）※ソフト版
- ウォークラフト（デュロタン / アントニダス〈トビー・ケベル〉）
- 歌え!ロレッタ愛のために（チャーリー・ディック〈ボブ・ハンナ〉）
- ウッドローン（タンディ・ジェラルド〈ニック・ビショップ〉）
- 英雄の条件（リー大尉〈ブレア・アンダーウッド〉）※ソフト版
- エイリアン2（リコ・フロスト〈リッコ・ロス〉）※アルティメット・エディション版
- エクスペンダブルズ（ダン・ペイン〈スティーブ・オースチン〉）
- X-MEN:フューチャー&パスト（ビショップ〈オマール・シー〉）
- エネミー・ライン（クリス・バーネット大尉〈オーウェン・ウィルソン〉）※ソフト版
- エネミー・ライン2 北朝鮮への潜入（スコット・ボイタノ中佐〈キース・デイヴィッド〉）
- エネミー・ライン3 激戦コロンビア（スコット・ボイタノ中佐〈キース・デイヴィッド〉）
- L.A. ギャング ストーリー（ジョン・オマラ巡査部長〈ジョシュ・ブローリン〉）
- エレベーター（メティン・トルクメン）
- オールド・ボーイ（ジョー・デュセット〈ジョシュ・ブローリン〉）
- おとぎ話を忘れたくて
- 俺たちダンクシューター（ジャッキー・ムーン〈ウィル・フェレル〉）
- 俺たちフィギュアスケーター（チャズ・マイケル・マイケルズ〈ウィル・フェレル〉）
- 海角七号 君想う、国境の南（ローマー）
- 輝く夜明けに向かって（オバディ）
- カジュアル・セックス?（ヴィニー〈アンドリュー・ダイス・クレイ〉）
- 風の伝説（マンス〈キム・スロ〉）
- カリートの道 暗黒街の抗争（アール〈マリオ・ヴァン・ピーブルズ〉）
- カルマ/震える記憶（チャン〈フランシス・ン〉）
- カンフーハッスル（行宇）
- キス・オブ・デス（クライヴ・モーレル〈ジョージ・バークス〉）
- ギャング・オブ・UK（エディ〈リス・エヴァンス〉）
- キリング・ゲーム（ケイデン〈ジョニー・メスナー〉）
- キング・コング（ベン・ヘイズ〈エヴァン・パーク〉）
- クレイジーズ（デヴィッド・ダットン〈ティモシー・オリファント〉）
- クレイジー/ビューティフル（ヘクター・ヌニェス）
- 撃鉄 GEKITETZ -ワルシャワの標的-（ミムズ）
- ゴーステッド Ghosted（ジャクソン〈ムスタファ・シャキール〉）
- ゴーストシップ（グリーア〈イザイア・ワシントン〉）
- ゴースト・バディーズ/小さな5匹の大冒険（ハロウィーン・ハウンド）
- コーチ・カーター（ジュニア・バトル）
- ゴー・ファースト 潜入捜査官（リュシアン・マルティネス〈ジル・ミラン〉）
- 交渉人（イーグル）※テレビ朝日版
- ゴッドファーザー（バージル・ソロッツォ〈アルフレッド・レッティエリ〉）※コッポラ・リストレーション版
- 孤独な嘘（マーシャル警部〈デヴィッド・ヘアウッド〉）
- コラテラル・ダメージ ※フジテレビ版
- コンフィデンス（マイルス〈ブライアン・ヴァン・ホルト〉）
- 再会の街で（アラン・ジョンソン〈ドン・チードル〉）
- ザ・キラー（ホッジス〈チャールズ・パーネル〉）
- ザ・シューター/極大射程（デイビス、ラサート司法長官）
- さそり（マスター〈石橋凌〉）
- ザ・ダイバー（ディラン・ローク〈ホルト・マッキャラニー〉）
- サタンクロース（サンタクロース〈ビル・ゴールドバーグ〉）
- ザ・ラスト・マーセナリー[197]
- サラマンダー（デイヴ・クリーディ〈ジェラルド・バトラー〉）
- 猿の惑星/キングダム（シルヴァ〈エカ・ダーヴィル〉[198]）
- ザ・ロック（マッコイ〈スティーヴ・ハリス〉）※日本テレビ版、（ロジャース軍曹〈レイモンド・クルス〉）※テレビ朝日版
- ザ・ワイルド（スティーヴ〈ハロルド・ペリノー・ジュニア〉）※テレビ朝日版
- ジェイソンX 13日の金曜日（ブロッドスキー軍曹〈ピーター・メンサー〉）
- ジェネックス・コップ2（クインシー）
- シャザム!（ビクター〈クーパー・アンドリュース〉[199]）※劇場公開版
  - シャザム!〜神々の怒り〜[200]
- ジャン＝クロード・ヴァン・ダム ザ・コマンダー（アードン・タバロフ〈ヴェリボール・トピッチ〉）
- ジャン＝クロード・ヴァン・ダム ザ・ディフェンダー（テレル）
- 銃撃犯（ダニー・ホワイト〈ニック・モラン〉）
- 12人の怒れる男 評決の行方（陪審員10番〈ミケルティ・ウィリアムソン〉）※NHK版、（陪審員5番〈ドリアン・ヘアウッド〉）※VHS版
- SHOCK WAVE ショックウェイブ 爆弾処理班（ホン〈チアン・ウー〉）
- スーサイド・スクワッド（モンスターT〈コモン〉）
- ズーランダー（ビリー・ゼイン、キューバ・グッディング・ジュニア、ファビオ）
- スカーフェイス（マニー・リベラ〈スティーヴン・バウアー〉）※ソフト版
- スカイ・ファイター（ドーソン少佐）
- スコーピオン（ジャック）
- スズメバチ ※テレビ東京版
- スター・ウォーズシリーズ（ダース・ベイダー）
  - ローグ・ワン/スター・ウォーズ・ストーリー
  - スター・ウォーズ/スカイウォーカーの夜明け
- ストレイト・アウタ・コンプトン（MCレン〈オルディス・ホッジ〉）
- スナッチ（ソル〈レニー・ジェームズ〉）※ソフト版
- スペース カウボーイ（ロジャー・ハインズ〈コートニー・B・ヴァンス〉）※ソフト版
- スペース・プレイヤーズ（レブロン・ジェームズ[201]）
- スペル（マーキス・T・ウッズ〈オマリ・ハードウィック〉）
- スモール・ソルジャーズ（バッチ・ミートフック〈ジム・ブラウン〉）※日本テレビ版
- 世界で一番パパが好き!（ウィル・スミス）
- 1,300万ドルの女 女優誘拐計画（ブラッド〈クーリオ〉）
- ダーク・スティール（ボビー・キーオ〈スコット・スピードマン〉）
- ダークナイト（ギャンボル〈マイケル・ジェイ・ホワイト〉、フェリーの船長）※ソフト版
- TAXi④（ジブリル・シセ）
- TAXi ダイヤモンド・ミッション（トニードッグ〈サルヴァトーレ・エスポジト〉[202]）
- ダブリン上等!（レイフ〈コリン・ファレル〉）
- 007/ダイ・アナザー・デイ（タン・リン・ザオ〈リック・ユーン〉）※ソフト版、（チャールズ・ロビンソン〈コリン・サーモン〉）※テレビ朝日版
- タワー・オブ・タイタンズ（ラシード）
- ダンサー・イン・ザ・ダーク（工場の男、刑務官）
- TUBE（チャン・ドジュン刑事〈キム・ソックン〉）※ソフト版
- 沈黙の聖戦（スンティ〈バイロン・マン〉）※テレビ東京版
- ツイスター（ジョーナス・ミラー博士〈ケイリー・エルウィス〉）※日本テレビ版
- ツイ・ハークの霊戦英雄伝（雨）
- ディザスター・ムービー!最'難'絶叫計画（ウルフ / ハビエル・バルデム / 警官 / ヘルボーイ / バットマン / ベオウルフ / カスピアン王子〈アイク・バリンホルツ〉）
- ティモシーの小さな奇跡（コーチ〈コモン〉）
- DEATH GAME デスゲーム（ミラー・バンクス〈アダム・ゴールドバーグ〉）
- デス・リベンジ（ハレット）
- デス・レース 2050（フランケンシュタイン〈マヌー・ベネット〉）
- テッセラクト（警察官）
- デッドコースター ファイナル・デスティネーション2（ユージーン・ディックス）※ソフト版
- トゥー・ウィークス・ノーティス（トニー）
- ドクター・ドリトル（ジェレミー）※日本テレビ版
- ドクター・ドリトル3（ボー・ジョーンズ〈ウォーカー・ハワード〉）
- ドクトル・ジバゴ（コストエード〈クラウス・キンスキー〉）※ソフト版
- ドッグヴィル（トム・エディソン〈ポール・ベタニー〉）
- トップガン（スライダー〈リック・ロソヴィッチ〉）※日本テレビ版
- トップガン マーヴェリック（ウォーロック〈チャールズ・パーネル〉[203]）
- ドニー・ダーコ2（イラク・ジャック〈ジェームズ・ラファティ〉）
- トニー・レオンのミッドナイト・エクスプレス（ジョー警部、役員〈リー・リクチー〉）
- ドラキュリアII 鮮血の狩人（ユフィジ神父〈ジェイソン・スコット・リー〉）
- ドラキュリアIII 鮮血の十字架（ユフィジ神父〈ジェイソン・スコット・リー〉）
- ドラゴンファイター 炎獣降臨（大尉デビッド・カーバー〈ディーン・ケイン〉）
- トランス（ネイト）
- トランスフォーマー（ジャズ）
- ドリームキャッチャー（ヘンリー・デブリン博士〈トーマス・ジェーン〉）
- ドリヴン（ボー・ブランデンバーグ〈ティル・シュヴァイガー〉）※テレビ東京版
- トリコロールに燃えて（ジュリアン・エルズワース）
- トリプルX（コルヤ〈ペトル・ヤクル〉）※ソフト版
- ナインスゲート（バーニー〈ジェームズ・ルッソ〉、ボディガード）※テレビ朝日版
- 25時（フランク・スラッタリー〈バリー・ペッパー〉）
- 28日後...（マーク〈ノア・ハントリー〉）
- ニューヨーク2014 狼軍団の逆襲（モニング司令官〈デニス・ヘイスバート〉）
- ネオン・デーモン（ハンク〈キアヌ・リーブス〉）
- ネットフォース（ガニー・タルミッジ曹長）※NHK版
- ネバー・サレンダー 肉弾英雄（ルーク・トラッパー〈ショーン・マイケルズ〉）
- パージ（ジェームズ・サンディン〈イーサン・ホーク〉）
- バーティカル・リミット（トム・マクラレン〈ニコラス・リー〉）※ソフト版
- バーバリアン/伝説の神剣（ケイン〈マイク・オハーン〉）
- バイオ感染（ケリー）
- BIONICLE -マスク・オブ・ライト- ザ・ムービー（タフー）
- バグズ（マット・ポラック）
- 運び屋（フリオ〈イグナシオ・セリッチオ〉[204]）※BSテレ東版
- パトリオット（ウィルキンス大尉〈アダム・ボールドウィン〉）※ソフト版
- パニッシャー（デイブ〈ベン・フォスター〉）
- ハムナプトラ/失われた砂漠の都（ヘンダーソン〈スティーヴン・ダンハム〉）※日本テレビ版
- ハムナプトラ2/黄金のピラミッド（イジー〈ショーン・パークス〉）※ソフト版
- バリスティック（ゼーン〈ロジャー・クロス〉）※ソフト版
- バルト大攻防戦（アンツ・アハス）
- P.S. アイラヴユー（ジェリー・ケネディ〈ジェラルド・バトラー〉）
- ピースメーカー（ブラド・ミリック）※TBS版
- ビッグゲーム 大統領と少年ハンター（モリス〈レイ・スティーヴンソン〉）
- ビロウ（クアーズ〈スコット・フォーリー〉）※ソフト版、（キングズリー〈デクスター・フレッチャー〉）※テレビ東京版
- ファイアー・ツイスター（スコット〈キャスパー・ヴァン・ディーン〉）
- ファイナル・ステージ（ジョナサン・スティッチ〈エイドリアン・レスター〉）
- ファングス（シュトゥッフ）
- フォーカス（ニッキー〈ウィル・スミス〉）
- 復讐のエトランゼ（ニック・ハーパー〈リック・シュローダー〉）
- ブライト（ニック・ジャコビー〈ジョエル・エドガートン〉）
- ブラックマスク2（ウルフ）
- Bridget ブリジット（ブラック〈ランス・レディック〉）
- ブリッジ・オブ・スパイ（ウィリアムズ〈マイケル・ガストン〉）
- プリティ・プリンセス（大使館職員）
- プリンス・オブ・ペルシャ/時間の砂（セッソ）
- プルート・ナッシュ（ミゲル）
- フルメタルポイント（ポール・ブレイク）
- ブレイクアウト（エライアス〈ベン・メンデルソーン〉）
- プレジデントマン/地獄のステルスコマンド（ディーク・スレイター）※テレビ東京版
- プレデター（ジョージ・ディロン〈カール・ウェザース〉）※フジテレビ版追加録音部分
- ブロークンシティ（コリン・フェアバンクス〈ジェフリー・ライト〉）
- ペイチェック 消された記憶（マイケル・ジェニングス〈ベン・アフレック〉）※テレビ朝日版
- ベティ・サイズモア（デル・サイズモア〈アーロン・エッカート〉）
- ホールド・ザ・ダーク そこにある闇（チーオン）
- ボーン・アイデンティティー（教授 “殺し屋”〈クライヴ・オーウェン〉）※ソフト版
- ボーン・アルティメイタム（ウィリス〈コーリイ・ジョンソン〉）※フジテレビ版
- 謀議（ラインハルト・ハイドリヒ〈ケネス・ブラナー〉）
- 僕のボーガス（ボブ・モリソン）
- ポゼッション（クライド〈ジェフリー・ディーン・モーガン〉）
- 炎のメモリアル（トミー・ドレイク〈モリス・チェストナット〉）
- ポリス・ストーリー REBORN（アンドレ〈カラン・マルヴェイ〉）
- ホワイト・オランダー（レイ〈コール・ハウザー〉）
- ホワイト・プリンセス（ディラン）
- マーベル・シネマティック・ユニバース
  - ガーディアンズ・オブ・ギャラクシー（モンスター囚人）
  - マイティ・ソー バトルロイヤル（スカージ〈カール・アーバン〉[205]）
  - ファンタスティック4:ファースト・ステップ（ギャラクタス〈ラルフ・アイネソン〉[206]）
- マイアミ・ガイズ -俺たちはギャングだ-（スティーヴ・メンティア〈ジェレミー・ピヴェン〉）
- マイノリティ・リポート（ダニー・ウィットワー〈コリン・ファレル〉）
- マイ・ビューティフル・ジョー（エルトン〈ギル・ベローズ〉）
- マジェスティック（ボブ・レファート）
- マッスルモンク（ビッグガイ〈アンディ・ラウ〉）
- マトリックス レボリューションズ（バラード〈ロイ・ジョーンズ・ジュニア〉）※劇場公開版
- 真夜中のピアニスト（ファブリス〈ジョナタン・ザッカイ〉）
- マルセイユ・ヴァイス（カルロス・ゴメス）
- Mr.&Mrs. スミス（マルコ・ランシン）※ソフト版
- Mr.3000（Tレックス・ペンベイカー）
- みんな私に恋をする（ランス〈ジョン・ヘダー〉）
- メラニーは行く!（フレデリック・モンタナ）
- 燃えよ!ピンポン（ロドリゲス捜査官〈ジョージ・ロペス〉）
- 目撃（ティム・コリン〈デニス・ヘイスバート〉）※テレビ朝日版
- 燃ゆる月（ジョク〈ソル・ギョング〉）
- ユー・キャン・カウント・オン・ミー（ボブ・スティーガーソン〈ジョン・テニー〉）
- ユナイテッド93（リッチ・サリヴァン）※テレビ東京版
- ラスト・キングス（ロノ・ヴェッキオ〈デニス・リアリー〉）
- ラスト・ショット（レイ・ドーソン捜査官）
- リザレクション（イ）
- リジー・マグワイア・ムービー（セルゲイ）
- ルックアウト/見張り（アーロン・コーク、ルーベン）
- レイチェルの結婚（シドニー・ウィリアムズ）
- レジョネア 戦場の狼たち（アラン・ルフェーブル〈ジャン＝クロード・ヴァン・ダム〉）※ソフト版
- レット・イット・シャイン（リーバイ）
- レッド・ウォーター/サメ地獄（アイス〈クーリオ〉）※VHS版
- レッドクリフ Part I（関羽〈バーサンジャブ〉[207]）
- レッドクリフ Part II -未来への最終決戦-（関羽〈バーサンジャブ〉）
- レッド・サンズ 呪われた兵士たち（マーカス〈レナード・ロバーツ〉）
- レディ・プレイヤー1（ノーラン・ソレント〈ベン・メンデルソーン〉[208]）
- 恋愛小説家（フランク〈キューバ・グッディング・ジュニア〉）※BD版
- ロスト・キッズ（トレイシー・レイノルズ〈モリス・チェストナット〉）
- ロスト・フライト（ルイス・ガスパール〈マイク・コルター〉[209]）
- ワイルド・レーサー2（ジェラルド）
- ワンス・アポン・ア・タイム・イン・アメリカ（ジェームズ・コンウェイ・オドネル〈トリート・ウィリアムズ〉）※DVD・BD版

#### ドラマ
- iCarly（フランクリン校長〈ティム・ラス〉）
- アウトバーン・コップ（トム・クラニッヒ）※日活版
- アグリー・ベティ4（ボビー〈アダム・ロドリゲス〉）
- アナザー・ライフ〜天国からの3日間〜 シーズン1 #3（サム・ヘイスティングス医師〈モーリス・ディーン・ウィント〉）
- アンフォゲッタブル2 完全記憶捜査 #2（アンディ・フォートレ / ウィリス〈テリー・セルピコ〉）
- イーヴィル: 超常現象捜査ファイル（デヴィッド・アコスタ〈マイク・コルター〉[210]）
- VINYL‐ヴァイナル- Sex,Drugs,Rock'n'Roll&NY（ザック・ヤンコビッチ〈レイ・ロマーノ〉）
- WITHOUT A TRACE/FBI 失踪者を追え!（マーカス・ジョンソン）
- ウェンズデー（ウォーカー）
- NCIS: ニューオーリンズ
  - シーズン1 #14（ライアン・アンソン捜査官〈リチャード・T・ジョーンズ〉）
  - シーズン3 #15（ジャック・ゴードン）
  - シーズン4 #11（ウィラード・カーツ）
- NCIS 〜ネイビー犯罪捜査班
  - シーズン1 #20（ジョー・サッコ少佐）
  - シーズン8（サイモン・ケイド）
- エメラルドシティ（魔法使いフランク〈ヴィンセント・ドノフリオ〉）
- オビ＝ワン・ケノービ（ダース・ベイダー）
- オリジナルズ（イライジャ・マイケルソン〈ダニエル・ギリーズ〉）
- カウボーイビバップ（ジェット・ブラック〈ムスタファ・シャキール〉[211]）
- 仮面ライダードラゴンナイト（ラミレス軍曹）
- カリフォルニケーション（サムライ・アポカリプス〈RZA〉）
- 恐竜SFドラマ プライミーバル シーズン3 #7（ウィリアム・デ・モルネー〈トニー・カラン〉）※NHK版
- キル・ポイント（ミスター・マウス / マーシャル・オブライエン・ジュニア〈J・D・ウィリアムス〉）
- クリミナル・マインド6 FBI行動分析課（フリオ・ルイス〈ハキーム・ケイ＝カジーム〉）
- クリミナル・マインド7 FBI行動分析課（ダグ）
- クローザー シーズン3（ケニヨン・リチャーズ）
- コールドケース（エディ・サッカルド）
- GOTHAM/ゴッサム シーズン1 #8、2 #1（リチャード・シオニス〈トッド・スタシュウィック〉）
- コバート・アフェア（カルダー・マイケルズ〈ヒル・ハーパー〉）
- ザ・ソプラノズ 哀愁のマフィア（シルヴィオ・ダンテ）
- 殺人を無罪にする方法（ネイト・レイヒ〈ビリー・ブラウン〉）
- THE FIRM ザ・ファーム 法律事務所（レナード・デブス軍曹〈ロジャー・クロス〉）
- サマンサ Who?（フランク〈ティム・ラス〉）
- CSI:ニューヨーク（シェルドン・ホークス〈ヒル・ハーパー〉）
- The O.C.（サンディ・コーエン〈ピーター・ギャラガー〉[212]）
- 主任警部アラン・バンクス（アーク・キーン）
- スタートレック:ディスカバリー（サレク〈ジェームズ・フレイン〉）
- スパイダー・エンジェル（マウザー）
- S.W.A.T. シーズン2（エリック・ウェルズ〈マイケル・トルッコ〉）
- ゾーイの超イケてるプレイリスト（ミッチー・クラーク〈ピーター・ギャラガー〉[213]）
- 蒼穹の昴（袁世凱）
- 太王四神記（セドウル〈ミン・ジオ〉）
- タバサ（ポール・サーストン〈ロバート・ユーリック〉）
- CHASE/逃亡者を追え!（クリス・ノヴァク）
- チャームド 〜魔女3姉妹〜 ファイナル・シーズン（バーク）
- 超人ハルク（デヴィッド・バナー〈ビル・ビクスビー〉）※ソフト版
- ドールハウス Dollhouse シーズン1 #7（サム・ジェニングス）
- 24 -TWENTY FOUR-（カーティス・マニング〈ロジャー・クロス〉）
- トレイター/TRAITOR 国を売った男（オスカル・ロース〈インドレク・タールマー〉[214]）
- トワイライト・ゾーン2 #3「本性」（リース〈ダニエル・サンジャタ〉）
- 根の深い木 〜世宗大王の誓い〜（ムヒュル）
- PERSON of INTEREST 犯罪予知ユニット シーズン3 #6（ティモシー・スローン〈カーク・アセヴェド〉）
- バーン・ノーティス 元スパイの逆襲（タイラー・グレイ）
- バビロン5 シーズン2 #4（ジャック・メイナード〈ラス・タンブリン〉）
- パワーレンジャー・ライトスピード・レスキュー（ダイアボリコ〈ニール・キャプラン〉）
- 犯罪捜査官 アナ・トラヴィス（サム・パワー）
- THE BLACKLIST/ブラックリスト シーズン9 #17 (フランシスコ・ルイス・"エル・コネホ"・マルケス〈カルロス・ゴメス〉)
- ブルーブラッド 〜NYPD家族の絆〜 シーズン2（カーター・プール市長〈デヴィッド・ラムゼイ〉）
- 弁護士イーライのふしぎな日常（モーズビー）
- ホーンブロワー 海の勇者（オールドロイド）
- ホワイトカラー（カズ・アブラモフ）
- MACGYVER/マクガイバー（チャーリー・ロビンソン〈エマーソン・ブルックス〉）
- マペット放送局（ジョニー・マティス）
- リーサル・ウェポン シーズン1 #11（リード〈マルコム＝ジャマル・ワーナー〉）
- リゾーリ&アイルズ2（イアン・ホークナー）
- リンカーン 殺人鬼ボーン・コレクターを追え!（リンカーン・ライム〈ラッセル・ホーンズビー〉[215]）
- 霊幻道士 キョンシー・マスター（ヨン・フェイワン〈チョイ・シウキョン〉）
- ロング・ナイト 沈黙的真相（ジュー・ウェイ〈ジャオ・ヤン〉[216]）

#### アニメ
- 犬ヶ島（チーフ[217]）
- インヴェイジョンUSA（スターク）
- Ultraman:Rising（志村監督）
- オープン・シーズン（イアン）
- オープン・シーズン2 ペット vs 野生のどうぶつたち（イアン）
- ガーゴイルズ（ゴライアス、サイラゴ）
- サーフズ・アップ（タンク）
  - サーフズ・アップ2
- サンダーバード ARE GO（クエンティン・クエスタ教授、フッド ※シーズン3以降[218]）
- G.I.ジョー・エクストリーム（ストーン中尉）
- ジャスティス・リーグ（ジョン・スチュワート / グリーンランタン）
- シュガー・ラッシュ（ベガ[219]）
- スーパーマン（コーリー・ミルズ巡査）
- スター・ウォーズシリーズ
  - スター・ウォーズ/クローン・ウォーズ (テレビアニメ)（デンガー）
  - スター・ウォーズ 反乱者たち（ダース・ベイダー）※シーズン2以降
  - LEGO スター・ウォーズ/フリーメーカーの冒険（デンガー）
  - LEGO スター・ウォーズ/オールスターズ（デンガー）
- レゴのアニメーションシリーズ
  - レゴ バイオニクル（タフ）
  - レゴ ニンジャゴー (テレビアニメ)（アークトゥルス将軍, グリムファクス）
  - レゴ チーマ 〜アニマル戦士たちの伝説〜（サー・ファンゲル将軍）
  - レゴ モンキーキッド（アジュール・キング）
  - レゴ ドリームス（キングナイトメア）
- スパイダーマン（カート・コナーズ / リザード、ショッカー 他）
- スパイダーマン&アメイジング・フレンズ（ショッカー）
- チキン・リトル
- トランスフォーマー:ウォー・フォー・サイバトロン・トリロジー（ネメシスプライム）
- ビー・ムービー
- 一人之下 羅天大醮篇・全性篇（陸瑾）

#### テレビ番組（吹き替え）
- UFC登竜門 ジ・アルティメット・ファイター シーズン9（ダン・ヘンダーソン）
- ブリティッシュ・ベイクオフ（ ポール・ハリウッド）

### 実写
- DEAR My MOM!! 〜ホップ★ステップ★ライブ!
- ライブビデオDVD ネオロマンス♥フェスタ ネオ アンジェリーク 大陸祭典（アルカディア・カーニバル）
- ライブビデオDVD ネオロマンス15周年Special ネオロマンス♥ライヴ 〜アンジェリーク&ネオ アンジェリーク〜
- バラエティDVD ネオ アンジェリーク Special 大陸祭日（アルカディア・ホリディ）
- ライブビデオDVD ネオロマンス♥ライブ2009summer
- ライブビデオDVD ネオロマンス スターライト♥クリスマス2010
- テニスの王子様 100曲マラソン
- テニプリフェスタ2009
- テニプリフェスタ2011 in 武道館
- テニプリフェスタ2013
- DearGirl〜Stories〜 4LoversOnly
- DearGirl〜Stories〜Festival Carnival Matsuri DGS祭
- 番宣部長（AT-X） - フィラー番組、2010年9月度MC

### 特撮
- スーパー戦隊シリーズ
  - 特命戦隊ゴーバスターズ THE MOVIE 東京エネタワーを守れ!（2012年、スチームロイドの声[220]）
  - 手裏剣戦隊ニンニンジャー（2015年、忍者ムジナの声[221]）
  - 魔進戦隊キラメイジャー（2021年、マネキネコ邪面の声[222]）
- 乾杯戦士アフターV（2014年、ナレーション[223]）
- 新★乾杯戦士アフターV（2015年、ナレーション[223]）

### ラジオ
- テニスの王子様 オン・ザ・レイディオ（マンスリーパーソナリティーのため、不定期出演）
- オッキー・タイテムのRADIOアニメロミックス
- ネイサンのファイヤー部屋 - ウェイバックマシン（2011年4月5日アーカイブ分）（はてラジ内にて TIGER & BUNNY 公式ラジオとして2011年7月配信）

### ドラマCD
- いつでも召喚!サモンナイト4 Vol.1、2（セクター）
- 7SEEDS（柳踏青）
- ネオ アンジェリーク シリーズ（マティアス）
  - ネオ アンジェリーク 〜あかつきの天使〜
  - ネオ アンジェリーク Abyss バラエティーCD vol.1 アルカディア パラダイス
  - ネオ アンジェリーク Abyss バラエティーCD Vol.2 アルカディア パラダイス2
- やさしい竜の殺し方 外伝（火の長老・光焰のアルマゲスト）
- ロミオとジュリエット（乳母）
- マリア様がみてる ドラマCDシリーズ 「いばらの森」白き花びら（担任）

### 音楽CD
- Hand in Hand
- DEAR My SUN!!〜ムスコ★育成★狂騒曲〜 キャラクターソング&メッセージCD 雷斗ver.（堂島恭也）
- テニスの王子様 シリーズ
  - 名声（真田弦一郎）
  - KEEP GOING ON!（真田弦一郎）
  - 将〔アルバム〕（真田弦一郎）
  - D気持ち（真田弦一郎）
  - 黒色のオーラ（真田弦一郎）
  - Wonderful days（プルタブと缶）
  - Gather（青と瓶と缶）
  - Flower -咲乱華-（GIGS）
  - バレンタイン・キッス（真田弦一郎 with 立海大附属中）
  - Dear Prince〜テニスの王子様達へ〜（イケメン侍）
  - バナナの涙（手塚国光・真田弦一郎）
  - 象さんのすきゃんてぃ（手塚国光・真田弦一郎）
  - 淋しい熱帯魚（手塚国光・真田弦一郎）
  - Roman-Ranman〜浪漫爛漫〜（海志漢）
  - 1 2 3 4 5 Ready Go!（脱帽）
  - Party Time（プルタブと缶）
  - Party Time（GIGS）
- ネオ アンジェリーク シリーズ（マティアス）
  - ネオ アンジェリーク 〜sincerely〜
  - ネオ アンジェリーク Abyss CHARACTER SONGS SCENE 04 ルネ・マティアス
  - ネオ アンジェリーク Special 軌跡 〜the brilliant days
  - ネオ アンジェリーク Special 〜silver tone〜

### BLCD
- I.D.（石川）
- あばずれ（惣流一郎）
- ウサギ狩り（遠山）
- ウチの探偵知りませんか?（鬼塚組組長）
- 英国紳士（ヒュー）
- お仕事ください!（黒川勇次）
- 兄弟限定！BROTHER×BROTHER（後藤プロデューサー）
- 黒い竜は二度誓う（バルキン）
- 豪華客船で恋は始まるシリーズ（ブルーノ）
- 座布団（香田）
- 純情（吉岡）
- Three Wolves Mountain（月原太狼）
- 聖衣は獣に攫われる（アレス・ラウ）
- セカンド・セレナーデ（山岡一）
- 罪の褥も濡れる夜2（嵯峨野経行〈青年〉）
- どうしようもないけれど（黒川彰浩）※『Dear+』100号特別付録CD
- ドアをノックするのは誰（根本晃延）
- ヒ・ミ・ツの家庭教師（里中）
- ホントのところ（広瀬）
- 毎日晴天!（帯刀大河）
- 未完成（大河内一博）
- 淫らな躰に酔わされて（栖原秋彦）
- 乱れるセクシー・リーマンズ 2（ロバート・ジュニア・信藤）
- 略奪シリーズ（キリンズ・アリオスト）
- リロード（長谷川）

### テレビドラマ
- 3年B組金八先生スペシャル PART8 『卒業アルバム』（ナンパしていた大学生）1990年、TBS
- ズッコケ三人組（黒装束の男）
- ズッコケ三人組2（警官）
- ズッコケ三人組3（警官）
- ダブル・キッチン
- とんぼ（田所）
- はいすくーる落書（平和島高校の生徒）
- 連続テレビ小説（NHK）
  - ひまわり（1996年）

### テレビ番組
- 天才てれびくんYOU（2017年、かめんれおん）

### その他コンテンツ
- ゲゲゲの鬼太郎 妖怪JAPANラリー3D（スイコ）
- トランスフォーマー ギャラクシーフォース玩具CM
- タカラトミー TAV21 オプティマスプライム（音声）
- クレジット教育動画教材『風の惑星〜GALE〜』（ナレーション）[224]
- ハートキャッチプリキュア! ミュージカルショー（サバーク博士）
- ブルバスター 激録!波止工業24時（2022年、武藤銀之助）

### シリーズ一覧
1. ↑  第1作（2001年 - 2005年）、第2作『新テニスの王子様』（2012年）、第3作『新テニスの王子様 U-17 WORLD CUP』（2022年）、第3作続編『新テニスの王子様 U-17 WORLD CUP SEMIFINAL』（2024年）
2. ↑  第1期（2003年 - 2006年）、第2期『疾風伝』（2008年 - 2012年）
3. ↑  第1作（2004年 - 2005年）、続編『wieder』（2006年）
4. ↑  第1期（2006年）、第2期『The Second Barrage』（2006年）
5. ↑  第1期（2007年）、第2期『破戒録篇』（2011年）
6. ↑  第1期（2008年）、第2期『-Second Age-』（2008年）
7. ↑  第1期（2009年）、第2期（2014年）
8. ↑  第2シーズン『爆』（2010年 - 2011年）、第3シーズン『4D』（2011年）
9. ↑  第1期（2011年）、第2期『II』（2012年）
10. ↑  第1シリーズ（2012年 - 2013年）、第2シリーズ（2013年）、第3シリーズ（2020年 - 2021年）、第4シリーズ（2022年）
11. ↑  第1シリーズ（2014年）、第2シリーズ（2015年）
12. ↑  第2期『√A』（2015年）、第3期『:re』（2018年）
13. ↑  第1シリーズ（2016年 - 2017年）、第2シリーズ（2017年 - 2018年）
14. ↑  第1期（2017年）、第2期『2』（2023年）
15. ↑  第3期後半『餐ノ皿 遠月列車篇』（2018年）、第4期『神ノ皿』（2019年）、第5期『豪ノ皿』（2020年）
16. ↑  1ST SEASON（2019年）、2ND SEASON『二度目の夏、空の向こうへ』（2023年）
17. ↑  第1期（2019年）、Season2（2022年）、Season3（2023年）
18. ↑  第1期（2019年）、第2期『弐ノ章』（2020年）、第3期『参ノ章』第1クール（2025年）
19. ↑  第1期（2019年）、第2期（2021年）
20. ↑  SEASON SPRING & SUMMER（2020年）、SEASON AUTUMN & WINTER（2020年）
21. ↑  第1クール（2021年）、第2クール（2022年）
22. ↑  第一部（2021年）、第二部（2022年）
23. ↑  第1期（2021年）、第2期（2023年）
24. ↑  第一章（2023年）、第二章（2023年）
25. ↑  第3期『アーバンラマ編』（2023年）、第4期『聖域編』（2023年）
26. ↑  第1クール（2023年）、第2クール（2023年）
27. ↑  第1クール（2023年）、第2クール（2024年）
28. ↑  シーズン1/パート1（2019年）、シーズン2/パート1（2023年）
29. ↑  『SPIRITS』（2007年）、『GENESIS』（2016年）、『CROSSRAYS』（2019年）

### 初出話一覧
1. ↑  第303話初出
2. ↑  第68話初出
3. ↑  第3期 第1話初出
4. ↑  第1期 第3話初出
5. 1 2  第3話初出
6. ↑  第12話初出
7. ↑  第50話初出
8. ↑  第53話初出
9. ↑  第6話初出
10. 1 2  第8話初出
11. 1 2  第4話初出
12. 1 2  第5話初出
13. 1 2  第1話初出
14. ↑  第7話初出
15. ↑  第2話初出
16. ↑  第19話初出